# Chvojnice
Chvojnice je malá říčka v okresech Třebíč a Brno-venkov v České republice. Délka toku je 20 km, plocha povodí činí 63,9 km².

## Průběh toku
Pramení v lesích poblíž Košíkova u Velké Bíteše. Říčka teče převážně jižním směrem. Do Oslavy se vlévá zleva na jejím říčním kilometru 17,6 u Senoradského mlýna v místech přírodní rezervace Údolí Oslavy a Chvojnice.

### Větší přítoky
- levé – Újezdský potok, Sudický potok
- pravé – Jinošovský potok

## Vodní režim
Průměrný průtok pod ústím Sudického potoka u obce Březník na říčním kilometru 5,0 činí 0,11 m³/s. Stoletá voda zde dosahuje průtoku 28 m³/s.

## Využití
Na říčce byla vybudována malá přehradní nádrž sloužící k zavlažování skleníků.[zdroj?]